# 95955 Claragianni
95955 Claragianni este o planetă minoră (asteroid) din Outer Main Belt⁠(d). A fost descoperită pe 21 august 2003 la  de Ernesto Palomba⁠(d). 
Obiectul prezintă o orbită caracterizată de o semiaxă mare de 3,2039818242743 UAi, o excentricitate de 0,17, o înclinație de 10,7 ° în raport cu ecliptica.